# گوا دان
گوا دان (انگلیسی: Guo Dan؛ زادهٔ ۲۰ دسامبر ۱۹۸۵) کماندار اهل چین است.